# Spim
Ne doit pas être confondu avec Messenger spam.
Le spim (spam over instant messaging) est une forme de spam qui transite via les messageries instantanées.
Nouvelle variante du message non sollicité, le spim opère sur les outils de messagerie instantanée. Annoncé comme un nouveau fléau, le Radicati Group table sur 1,2 milliard de spims pour 2004[réf. nécessaire].
Le spim contient généralement un lien vers le site que le spammeur veut faire connaître. Et à l’instar du spam, 70 % des spims sont des messages à caractère pornographique[réf. nécessaire].